# Pátečníci

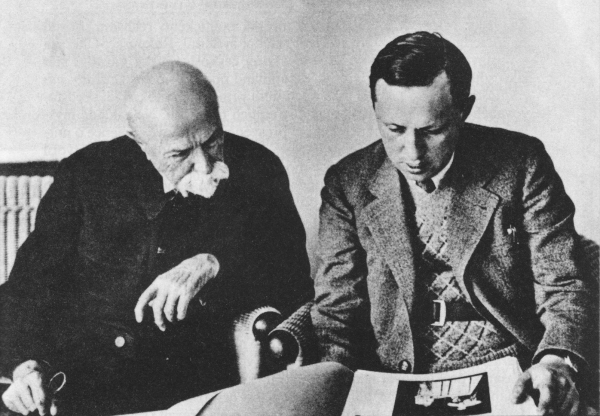
Pátečníci Tomáš Garrigue Masaryk a Karel Čapek

Pátečníci je označení skupiny kulturních a politických osobností první Československé republiky z okruhu spisovatele Karla Čapka, kteří se u něj v pátek odpoledne scházívali.
Páteční setkávání se stalo zavedenou „institucí“ kolem roku 1925, kdy si Karel Čapek s bratrem Josefem pořídili dvouvilu na Vinohradech, v tehdejší Úzké ulici (dnes ulice Bratří Čapků), a název pátečníci se všeobecně vžil roku 1927.
Mezi pátečníky patřili Karel a Josef Čapkové, T. G. Masaryk, Edvard Beneš, Josef Kopta, Ferdinand Peroutka, Josef Šusta (historik), František Langer, Karel Steinbach, Eduard Bass, Karel Poláček, Václav Rabas, Jan Masaryk, Jan Blahoslav Kozák, Arne Laurin, Alfred Fuchs, rakouský spisovatel Karl Kraus, spisovatel a divadelní kritik Josef Kodíček, národohospodář Josef Macek, spisovatel František Kubka, lékař, politik a hudební skladatel Ladislav Prokop Procházka a Vilém Mathesius.
Idea pátečních setkání inspirovala některé pozdější kluby. Existuje popularizačně vědní pátečnická sekce klubu skeptiků Sisyfos.